# قائمة النباتات المستوطنة في تونس
قائمة النباتات المستوطنة من تونس تتكون من 26 نوعا و13 نويعا. النبتة المستطونة في تونس هي النبتة التي يكون أصلها موجود في تونس فقط. لا توجد في هذه القائمة سوى النباتات التونسية المستوطنة فقط وبصفة حصرية، بينما عدة إحصائيات تذكر نباتات مستوطنة تونسية-جزائرية وتونسية-ليبية وتونسية-إيطالية وغيرها.
تعتمد هذه القائمة على المصادر التالية:
- «النباتات المستطونة في تونس»، النفاتي والغرابي والعكرمي والحنشي، 1999.
- «الفهرس المرادف للنباتات التونسية»، لو فلوش وبولوس وفيلا، 2010.
- مشروع قاعدة بيانات نباتات أفريقيا.
- «قائمة مرجعية من النباتات المتوطنة والعينات النموذجية من النباتات الوعائية في شمال أفريقيا»، الوليدي وخمار وفنان وابن تتو وشوفيه وطالب، 2012.

## الأنواع المستوطنة
| النبتة                | الصورة | المكتشف              | السنة | أماكن التواجد |
| --------------------- | ------ | -------------------- | ----- | --- |
| جعدة ألوبيكوروس       |        | نوي                  | 1855  | السهوب الصخرية في الجنوب التونسي: مطماطة وغمراسن وتطاوين ودويرات وغيرها.                                                                                |
| فراسيون أشرسون        |        | ماغنوس               | 1882  | موجودة في الحطام والأماكن الرملية والرطبة: بين عين ولاد سباع وطبرقة في جبال خمير، منزل جميل وحمام الأنف وسوسة وصفاقس وسيدي بوزيد وجربة ومطماطة.         |
| كلخ تونيتانا          |        | بومل باتاندييه       | 1886  | حواف الحقول والأماكن الرملية المالحة: الجم، عين شرشارة، بين القيروان ووادي بايلة، الشابة، الحافة الشمالية لشط الفجاج، مطماطة، أم العرائس.               |
| كتانية كوسوني         |        | بارات                | 1887  | الأراضي الرملية غير المزروعة القريبة من الساحل: منزل جميل، تونس العاصمة، سيدي رايس، قربص، مرعيصة، زوقاق، جبل سيدي عبد الرحمان منطقة رأس سيدي علي المكي. |
| جعدة راديكانز         |        | بارات بونيت          | 1895  | المنحدرات الصخرية والكثة في منطقة الرأس الأسود. |
| جلبان براشيودون       |        | موربيك               | 1897  | جبال خمير: عين دراهم وجبل البير. |
| كتانية بارادوكسا      |        | موربيك               | 1898  | الحقول الطينية قرب القيروان ومنزل المهيري وقابس. |
| حماض تونيتانوس        |        | بارات موربيك         | 1899  | مهدد بالإنقراض بشدة أنظر هنا أطراف قرع سجنان قرب وادي سجنان.                                                                                            |
| مثنان سيمبرفيرنز      |        | موربيك               | 1899  | الصخور الجيرية والوديان القاحلة بين جبل السكال وبير سعد.                                                                                                |
| أرابيس تونيتانا       |        | موربيك               | 1905  | المنحدرات العشبية لجبال الظهير التونسي: جبل زغوان، جبل برقو، جبل السرج، جبل كسرى.                                                                       |
| سيلين باراتاي         |        | موربيك               | 1905  | الرمال البحرية بشكل عام: بنزرت، زمبرة، قرمبالية، مريعصة، الحمامات، هرقلة، سوسة، سبيطلة، قفصة.                                                           |
| عويذران بواتاردي      |        | مير                  | 1937  | الأراضي تقريبا المالحة في الشمال الشرقي: بنزرت وقاعدة جبل إشكل.                                                                                         |
| جعدة سوفاجي           |        | لو ويرو              | 1960  | نبات شائع جدا في السهوب الرملية في الوسط والجنوب: سيدي بوزيد وصفاقس وقفصة وقابس وتطاوين وبنقردان ورمادة وغيرها.                                         |
| جويسئة أوليفتوروم     |        | لو ويرو              | 1960  | موجودة بكثرة في مناطق الزياتين بجرجيس والتربة الرملية العميقة.                                                                                          |
| منقارية ليتوريا       |        | أليوني هولوب         | 1974  | الكثبان الرملية في شمال شرق البلاد: بنزرت والجزيرة المنبسطة والقاني والحمامات وسليمان.                                                                  |
| عويذران زمبراي        |        | بيغناتي              | 1982  | جزيرة زمبرة. |
| سيكساليكس ثيسدروسيانا |        | لو ويرو غريوتر بوردي | 1985  | القشور الجبسية في الساحل: الجم وكركر والحنشة وعقارب وغيرها.                                                                                             |
| لوميلوسيا روبيرتي     |        | بارات غريوتر بوردي   | 1985  | الظهير التونسي: بين أنقاض تلابت وفريانة. |
| جعدة شكيننبرجيري      |        | النابلي              | 1990  | جبل إشكل. |
| جعدة نابلي            |        | بوتش                 | 1990  | جبل بوهدمة جنوب مدينة المكناسي. |
| بليفاليا غاليتنسيس    |        | بوشيري موسا          | 1991  | أرخبيل جالطة. |
| أودونتيتس سيترينوس    |        | بوليجر               | 1996  | الرأس الأبيض. |
| عويذران فورموسوم      |        | بارتولو برولو جوسو   | 2003  | ساحل جزيرة جربة. |
| ياسمين تونسي          |        | وانغ                 | 2003  | عين دراهم. |
| عويذران إلفاسيانوم    |        | برولو جوسو           | 2006  | التلال الطينية والترابية في الفحص وتستور. |
| قبأ لهواروي           |        | دوبينيار بورتال      | 2010  | السهوب الرملية قرب الرديف. |

## النويعات المستوطنة
| النبتة                           | الصورة | المكتشف                   | السنة        | أماكن التواجد |
| -------------------------------- | ------ | ------------------------- | ------------ | --- |
| عرن إريكويدس نويع روبيرتي        |        | باتاندييه مير ويلشيك      | 1889 ثم 1931 | في الشقوق الصخرية: بين فريانة وتلابت، جبل الشعانبي وجبل خشم الكلب وجبل سمامة وجبل عطرة في الظهير التونسي.                                                                |
| عذم لاغاسكي نويع ليتورنيوكسيي    |        | تراب. مير                 | 1890         | في السهوب والمراعي الحجرية في الظهير التونسي بين خنقة دوارة وفريانة. |
| قرنفل روبيكولا نويع هيرمينزيس    |        | كوس. بولس جي. فيغو        | 1890 ثم 1974 | |
| كتانية ريفليكسا نويع دوميتيي     |        | بارات بونيت دي. أي. سوتون | 1896         | جبل زغوان. |
| رقروق فيرغاتوم نويع أفريكانوم    |        | موربيك دوبينيار           | 1897 ثم 2011 | المراعي الصخرية في الظهير التونسي: جبل السرج ومكثر وكسرى والجريصة وقلعة الحرات.                                                                                          |
| نفل حارق نويع تونيتانوم          |        | موربيك مير                | 1897         | في تلال الحجر الجيري في جنوب شرق مدينة الكاف. |
| كتانية فيرغاتا نويع تونيتانا     |        | موربيك                    | 1898         | في الحقول أو على حافة المسارات في الظهير التونسي: قلعة الحرات ومكثر وسوق الجمعة.                                                                                         |
| فزر رمادي نويع تونيتانا          |        | موربيك                    | 1905         | المروج القاحلة وبساتين الصنوبر الواضحة: جبل الشعانبي وجبل السرج وجبل بيرانو وسيدي بوزيد والمتلوي.                                                                        |
| قرنفل سينترانوس نويع بايزاسنوس   |        | بوروليه غريوتر بوردي      | 1927 ثم 1982 | تنتشر في المراعي الصخرية وخاصة الجبلية: حمام سوسة وسيدي الهاني وزرمدين وسيدي بوزيد وحاجب العيون وفريانة وسبيطلة وجبل كسرى وجبل مرهيلة وجبل الشعانبي وجبل العتيق ومطماطة. |
| أوفريس أطلسي نويع هايكيي         |        | فليشمان سوو               | 1928 ثم 1959 | يعتقد أنه منقرض، حيث لم يتم مشاهدتها في مكان تواجدها التونسي الوحيد المعروف في جبل بوقرنين.                                                                              |
| رقروق كراسيفوليوم نويع دجينينانس |        | لو ويرو                   | 1960         | في أقصى الجنوب التونسي: منطقة الجناين والمرازيق. |
| جعدة لوتيوم نويع قابسيانوم       |        | غريوتر بوردي              | 1985 ثم 1986 | برج الطوال جنوب مدينة قابس وفي جزر قرقنة. |
| شيح حقلي نويع سينيريا            |        | لو ويرو                   | 1995         | |

## نباتات هناك شك حول توطنها
- بلفاليا موريتانيكا نويع تونيتانا (اكتشفها باتاندييه) لا تعتبر نويع حسب موقع قاعدة بيانات نباتات أفريقيا. جول ايميه باتاندييه يميز هذا النوع عبر طول عنيقاته واللون الأبيض لأزهاره.
- قنطريون نايسيانسس نويع كروميرنسيس (اكتشفها كوسون و باتاندييه) واعتبرها جلال الوليدي وزملائه في 2012 كنبتة مستوطنة، ولكن قاعدة بيانات نباتات أفريقيا رفض ذلك لفائدة قنطريون سيكولا نويع كروميرنسيس (اكتشفها كوسون ودوبينيار). هاته الأصنوفة اعتبرها الوليدي وزملائه كنبتة مستوطنة في 2012 ولكن قاعدة بيانات نباتات أفريقيا ذكرت إمكانية لوجودها في الجزائر. باتاندييه ولوي شارل ترابو ذكرا في كتابهم Flore de l'Algérie أن قنطريون كروميرنسيس الذي اكتشفه كوسون، وهو اسم سابق، كان موجودا في شرق الجزائر.
- إليوسيلينوم تونيتانوم (اكتشفها سالفاتور برولو وزملاؤه) اعتبرها الوليدي وزملاؤه في 2012 كنبتة مستوطنة، ولكن إدوارد لوفلوك ولطفي بولوس وإرول فيلا في 2010 شككوا في حقيقة الأصنوفة.
- إدوارد لوفلوك ولطفي بولوس وإرول فيلا في 2010 أبدو اعتقادهم أن أنواع العويذران التالية هم في الواقع أو على الأرجح أنواع دقيقة أو متأقلمة، تم وصفها سابقا وهي مورفولوجيا مختلفة جدا:

- - عويذران سيرسينانس (برولو وإربن)
  - عويذران كلوبيانوم (برولو وإربن)
  - عويذران كوموسوم (إربن)
  - عويذران كونفرتوم (برولو وإربن)
  - عويذران هيبوننس (برولو وإربن)
  - عويذران إنتريكاتوم (برولو وإربن)
  - عويذران قيروانوم (برولو وإربن)
  - عويذران قربصنس (برولو وإربن)
  - عويذران لاسرتوسوم (برولو وإربن)
  - عويذران مانيجنس (برولو وإربن)
  - عويذران نيابولنس (برولو وإربن)
  - عويذران أوبلانشيولاتوم (برولو وإربن)
  - عويذران بونيقوم (برولو وإربن)
  - عويذران سيراتوم (برولو وإربن)
  - عويذران تقابنس (برولو وإربن)
  - عويذران ثاينيكوم (برولو وإربن)
  - عويذران ترايتونينوم (برولو وإربن)
  - عويذران إكزيروفيلوم (برولو وإربن)
  - عويذران زوغيتانوم (برولو وإربن)

- إشقيل ماريانا (اكتشفه برولو، إربان، جيوسو، تيراسي) لم يقبلها لوفلوك وبولوس وفيلا في 2010، الذين طلبوا المزيد من التفاصيل التصنيفية.
- طيطان فوتيدوم نويع تونيتانوم (اكتشفها باتاندييه في 1919) يعتبرها لوفلوك وبولوس وفيلا في 2010 كنويع، ولكن رفضتها قاعدة بيانات نباتات أفريقيا.

## نباتات لم تعد تونسية التوطن
العديد من النباتات المذكورة في قائمة النفاتي وزملاؤه في 1999 أو الوليدي وزملاؤه في 2012 لم تعد تعتبر كنباتات مستوطنة في تونس من قبل قاعدة بيانات نباتات أفريقيا أو حسب نوعها.
| النبتة                                                    | الصورة | المكتشف                    | السنة | السبب |
| --------------------------------------------------------- | ------ | -------------------------- | ----- | --- |
| أغروستيس تيبستيكا                                         |        | ميري، بيار كويزال          | 1959  | لم يذكرها لوفلوك وبولوس وفيلا في 2010، إضافة إلى أنها وجدت في تشاد. |
| قتاد كورسياتوس نويع أريستيديس                             |        | كوسون، باتاندييه           |       | رفعت إلى رتبة الأنواع قتاد صحراوي (بومل، 1874)، وموجودة أيضا في الجزائر والمغرب. |
| بكورية شجيرية نويع تونيتانا                               |        | كويانو، ألابيتيت           |       | عوضت بنوع بكورية شجيرية (فاهل، 1791)، وموجودة أيضا في المغرب ومصر. |
| أرطاة أريش                                                |        | لو ويرو                    | 1958  | موجودة أيضا في ليبيا. |
| سراغة جوفيناليس                                           |        | دوليل، شولتز               |       | موجودة أيضا في تنريفي. |
| غالاكتايتس موتابيليس                                      |        | دوريو                      | 1845  | موجودة أيضا في الجزائر. |
| جويسئة كولوميلوم                                          |        | إهرنبرغ، وسابقا بواسييه    | 1875  | رفضت لصالح فالانتيا لاناتا (دوليل وسابقا كوسون)، وهي موجودة أيضا في ليبيا ومصر. |
| جينيستا كابيتيلاتا ضرب تونيتانا                           |        | كوسون، بارات، بونيت        | 1914  | منتشرة أيضا في أماكن مختلفة من شمال أفريقيا |
| رقروق غونزاليزفيراري                                      |        | أ. ماريرو                  |       | موجودة أيضا في لانزاروت، وعلى كل حال تواجدها في تونس غير موثق بمصادر. |
| حدوة الحصان قصيرة البتلات                                 |        | موربك، ثم أوجينيو دومينغيز | 1976  | سماها دومينغيز حدوة الحصان مينور نويع قصيرة البتلات (موربك)، موجودة أيضا في الجزائر. |
| عويذران روبيسانس                                          |        | برولو وإربن                | 1989  | موجودة أيضا في إقليم طرابلس وشرق الجزائر، وكذلك المناطق المالحة والجافة أو المغمورة مؤقتا. |
| كتانية فيرغاتا نويع تونيتانا                              |        | بواريه، ديفونتين           | 1798  | نويع تونيتانا اكتشفه موربك، ووجد في ليبيا. |
| سيسم ميكروكاربوم                                          |        | بومل، د. أ. سوتون          |       | هي مرادف صحيح لفم السمكة أورونتيوم ضرب ميكروكاربوم (بومل وبارات وبونيت، 1896)، موجودة أيضا في المغرب والجزائر ومصر والصومال.                                                                             |
| شبرق أنغوستيسيما نويع فيليفوليا                           |        | موربك                      |       | تسمى أيضا أونونيس ناتريكس نويع فيليفوليا (موربك، سيرج.)، موجودة أيضا في الجزائر. |
| أونوبوردوم نرفوزوم نويع بلاتيليبيس                        |        | موربك                      |       | عوضت بنوع أونوبوردوم بلاتيليبيس (موربك)، وموجود أيضا في الجزائر وليبيا. |
| أوفريس كاربيتانا                                          |        | لوي، غوجل، كروتز           | 2007  | رفضتها قاعدة بيانات نباتات أفريقيا لفائدة أوفريس فلاميولا (دلفورج) وهي أيضا موجودة في صقلية. |
| أوفريس بني نويع الشاحب                                    |        | لوجاك.                     |       | رفضت لفائدة أوفريس فونيريا (فيف.) الموجودة أيضا في كورسيكا. |
| لسان الحمل تونيتانا                                       |        | موربك                      |       | هي نبتة مستطونة تونسية-جزائرية حسب بيار كيزال وسيباستيان سانتا. |
| مغزرة روبستريس ضرب أوكسيكوكويدس                           |        | ديفونتين، شودات            |       | لم تعد تعتبر موجودة في تونس. |
| إكليل الجبل ضرب تروغلوديتاروم خردل بوبيسانس ضرب براشيلوبا |        | مير، فايلر كوسون           |       | لم تعد تعتبر كأضراب. إكليل الجبل وخردل بوبيسانس موجودان بكثرة في حوض البحر الأبيض المتوسط. |
| روبيكابنوس نوميديكا نويع كابوت-بلاتايلي                   |        | بومل، مير                  | 1860  | جمعت مع روبيكابنوس نوميديكا نويع ديليكاتولا (بومل)، وهي نوع صحراوية. |
| سيرابياس لينغوا نويع تونيتانا                             |        | ب. بومان، ه. بومان         |       | إلى حد اليوم لم توافق عليها قاعدة بيانات نباتات أفريقيا، ولكن شكك فيها لوفلوك وبولوس وفيلا في 2010 لفائدة سيرابياس ستريكتيفلورا (فلفيتش، سابقا فايغا)، وهي نبتة موجودة في فرنسا والبرتغال وشمال أفريقيا. |
| سيكساليكس فارينوزا                                        |        | كوسون ثم غريوتر، بوردي     | 1985  | وهي مرادف لسكابيوسا فارينوزا (كوسون)، وهي أيضا موجودة في الجزائر. |

## تحليل
تتكون النباتات الوعائية التونسية من 162 2 نوعا، ويبلغ معدل التوطن إذا 1.8%، وهو معدل ضعيف جدا مقارنة بمعدلات بقية دول شمال أفريقيا: المغرب 17%، الجزائر 8%، ليبيا 7.3%، مصر 3.5%. سبب هذا الضعف هو غياب الجبال العالية في تونس، بينما توجد بكثرة في الجزائر والمغرب.

من بين النباتات المستطونة في تونس، يوجد نوع واحد في خطر حرج ونويع واحد يقدر أنه انقرض حسب الاتحاد الدولي لحفظ الطبيعة.

## مقالات ذات صلة
- حياة نباتية في تونس

## روابط خارجية
- التنوع البيولوجي، وزارة الفلاحة التونسية.
- (بالفرنسية)  بي دي إف  كتاب التنوع البيولوجي النباتي، وزارة الفلاحة التونسية، 182 صفحة دون احتساب الملحقات.

## بيبليوغرافيا
- أوغوست كويانو وجرمان بوتيه ألابيتيت وأوغوستان لاب، Flore analytique et synoptique de la Tunisie : Cryptogames vasculaires, Gymnospermes et Monocotylédones، مكتب التجريب والتبسيط الزراعي، تونس العاصمة، 1954، الصفحة 39 (اقرأ هنا).
- عبد المجيد الحمروني، Projet de conservation des zones humides littorales et des écosystèmes côtiers du Cap-Bon : rapport de diagnostic des sites, Partie relative à la flore et la végétation، وكالة حماية وتهيئة الشريط الساحلي (وزارة الفلاحة التونسية)، 2001 (اقرأ هنا).
- جلال الوليدي وحميد خمار ومحمد فنان ومحمد بن تتو وستيفاني شوفيه ومحمد الصغير طالب، Checklist des endémiques et spécimens types de la flore vasculaire de l'Afrique du Nord (وثيقة للمعهد العلمي)، جامعة محمد الخامس أكدال، الرباط، 2012، النسخة 25 (اقرأ هنا).
- زينب غرابي قمار وإرول فيلا، Expertise sur la flore terrestre du site littoral de Sidi Ali el Mekki (Ghar el Melh / Raf Raf, Tunisie)، المعهد الوطني للعلوم الفلاحية بتونس، تونس العاصمة، 2008 (اقرأ هنا).
- زينب غرابي قمار وأمينة داود بوعتور وهفاوة الفرشيشي وعمر مختار قمار وسيرج دي مولر وليلى رازي وسامية بن سعد ليمام، Flore vasculaire rare, endémique et menacée des zones humides de Tunisie، مجلة Revue d'écologie – la Terre et la Vie، المجلد 64، الصفحات 19-40، 2009.
- إدوارد لوفلوك ولطفي بولوس وإرول فيلا، Catalogue synonymique commenté de la flore de Tunisie، وزارة البيئة والتنمية المستديمة التونسية، تونس العاصمة (اقرأ هنا).
- م. نفاتي وزينب غرابي قمار ون. عكريمي وب. حنشي، Les plantes endémiques de la Tunisie، مجلة Flora Mediterranea، المجلد 9، الصفحات 163-174، 1999 (اقرأ هنا).
- جرمان بوتيه ألابيتيت، Flore de la Tunisie : Angiospermes - Dicotylédones، المجلد الأول Apétales - Dialypétales، وزارة التعليم العالي والبحث العلمي التونسية، تونس العاصمة، الصفحات 1-651، 1979 (اقرأ هنا).
- جرمان بوتيه ألابيتيت، Flore de la Tunisie : Angiospermes - Dicotylédones، المجلد الثاني Gamopétales، وزارة التعليم العالي والبحث العلمي التونسية، تونس العاصمة، الصفحات 655-1190، 1981 (اقرأ هنا).